# Vietnam op de Aziatische Indoorspelen
Vietnam is een van de landen die deelneemt aan de Aziatische Indoorspelen. Het land debuteerde in 2005. In 2009 organiseerde het land de derde editie van de Spelen.

## Medailles en deelnames
| Vietnam op de Aziatische Indoorspelen |        |      |        |        |        |
| Rang                                  | Editie | Gold | Silver | Bronze | Totaal |
| 21                                    | 2005   | 0    | 1      | 1      | 2      |
| 13                                    | 2007   | 2    | 5      | 11     | 18     |
| 3                                     | 2009   | 42   | 30     | 22     | 94     |
| 4                                     | Totaal | 44   | 36     | 34     | 114    |

Afghanistan · 
Bahrein · 
Bangladesh · 
Bhutan · 
Brunei · 
Cambodja · 
China · 
Chinees Taipei · 
Filipijnen · 
Hongkong · 
India · 
Indonesië · 
Irak · 
Iran · 
Japan · 
Jemen · 
Jordanië · 
Kazachstan · 
Kirgizië · 
Koeweit · 
Laos · 
Libanon · 
Macau · 
Malediven · 
Maleisië · 
Mongolië · 
Myanmar · 
Nepal · 
Noord-Korea · 
Oezbekistan · 
Oman · 
Oost‑Timor · 
Pakistan · 
Palestina · 
Qatar · 
Saoedi-Arabië · 
Singapore · 
Sri Lanka · 
Syrië · 
Tadzjikistan · 
Thailand · 
Turkmenistan · 
Verenigde Arabische Emiraten · 
Vietnam · 
Zuid-Korea